# کپوردندان فراتی
کپوردندان فراتی (نام علمی: Aphanius mesopotamicus) نام یک گونه از سرده کپوردندان است. این ماهی در حوزه رودخانه‌ای فرات در ایران و عراق زندگی می‌کند.